# رادولف اول، کنت پالاتین توبینگن
رادولف اول، کنت پالاتین توبینگن (۱۱۶۰ تا ۱۷ مارس ۱۲۱۹) پسر ارشد کنت پالاتین هوگوی دوم توبینگن بود. حدود سال ۱۱۸۳، او ببنهاوزن ابی را به عنوان محل خاکسپاری خانوادگیش تأسیس کرد.
او با ماتیلدا، کنتس گلیبرگ و صاحب گیسن ازدواج کرد، و حاصل آن سه پسر بود.